# Solanum sendtnerianum
Solanum sendtnerianum är en potatisväxtart som beskrevs av Henri Ferdinand Van Heurck och Johannes Müller Argoviensis.
Solanum sendtnerianum ingår i släktet skattor som ingår i familjen potatisväxter. Inga underarter finns listade i Catalogue of Life.